# Maremmana

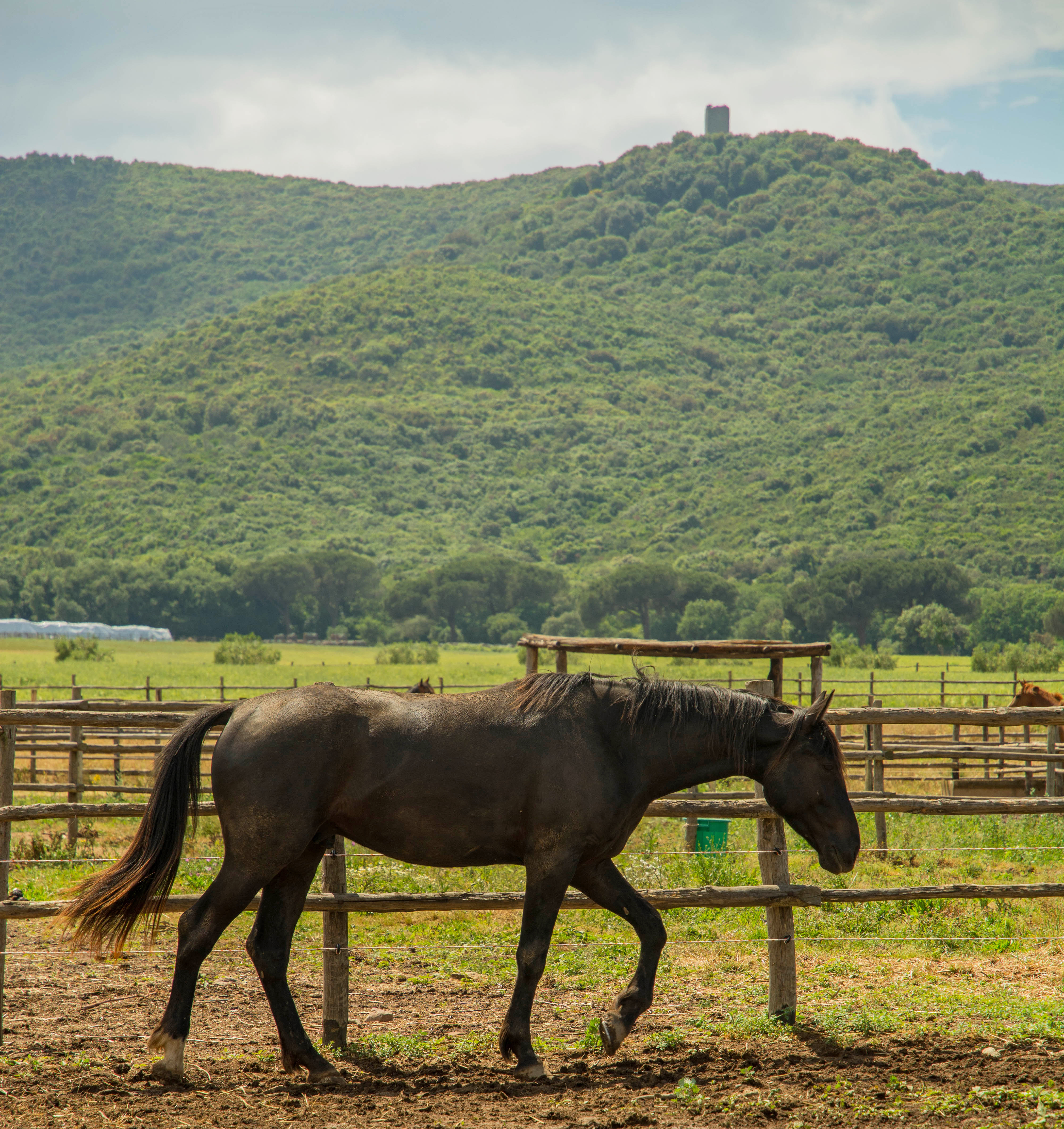
een maremmana in de Toscane

De maremmana is een paardenras dat oorspronkelijk uit het Maremma-gebied in Toscane en Lazio (Italië) komt. Van oorsprong is het een hardwerkend paard dat gebruikt werd door de buttero voor de fok, vandaag de dag is het een rijpaard. Het ras is intensief gekruist met onder andere de Engelse volbloed, wat leidde tot een meer atletisch gebouwd paard, de maremmano migliorato, oftewel de "verbeterde maremmana".

## Geschiedenis
De vroege geschiedenis van de maremmana is niet precies bekend, maar aangenomen wordt dat de voorouders uit Noord-Afrika kwamen en dat deze gekruist werden met het bloed van de lusitano, berber, napolitaner en de arabier. Gedurende de 19e eeuw werd er waarschijnlijk bloed van de Engelse volbloed, Norfolk trotter en andere rassen toegevoegd.
Meer dan een eeuw werd het originele maremmana-type gekruist met de Engelse volbloed, wat een groter en verfijnder type opleverde maar ten koste ging van zijn soberheid en vitaliteit. Kruisingen met de freiberger in de provincie Pesaro e Urbino resulteerden in een nieuw ras, de catria.

## Raskenmerken
De maremmana is gemiddeld tussen de 152 en 160 cm hoog en is meestal lichtbruin, bruin, donkerbruin of zwart, maar soms ook schimmel of roan. Hij heeft een lang, relatief zwaar hoofd, een gespierde nek, een hoge, gespierde schoft, een brede borst en mooie schouders. De achterhand is kort, de benen zijn sterk en robuust met goede gewrichten en sterke hoeven. Het ras staat bekend om zijn betrouwbaarheid en zijn bekwaamheid om zich aan te passen aan slecht weer en ruw terrein.

## Gebruik
De maremmana is van oorsprong het rijdier van de Maremma-herders, ook wel bekend als butteri, en wordt ook gebruikt voor het lichte trekwerk. Paarden van dit ras zijn vaak gezien als cavaleriepaard en worden tegenwoordig gebruikt door de Italiaanse bereden politie. Ze werden gebruikt door de protagonisten van de laatste succesvolle, klassieke cavalerieaanval in augustus 1942 nabij Izboesjenski. Dit was bij de rivier de Don door een cavaleriegroep van het Italiaanse Expeditiecorps in Rusland (Corpo di Spedizione Italiano in Russia, oftewel CSIR) aan het oostfront. Het tweede squadron van het derde Savoia Cavalleria-dragonderregiment van hertog Amadeus van Aosta, gewapend met sabels en handgranaten, overviel de Russische infanterietroep van ongeveer tweeduizend man, terwijl de rest van het regiment in een gerichte aanval Izboesjenski innam. De maremmana bewees daar dat hij taai genoeg was om de barre omstandigheden op de Russische steppe te kunnen trotseren.

## Afbeeldingen

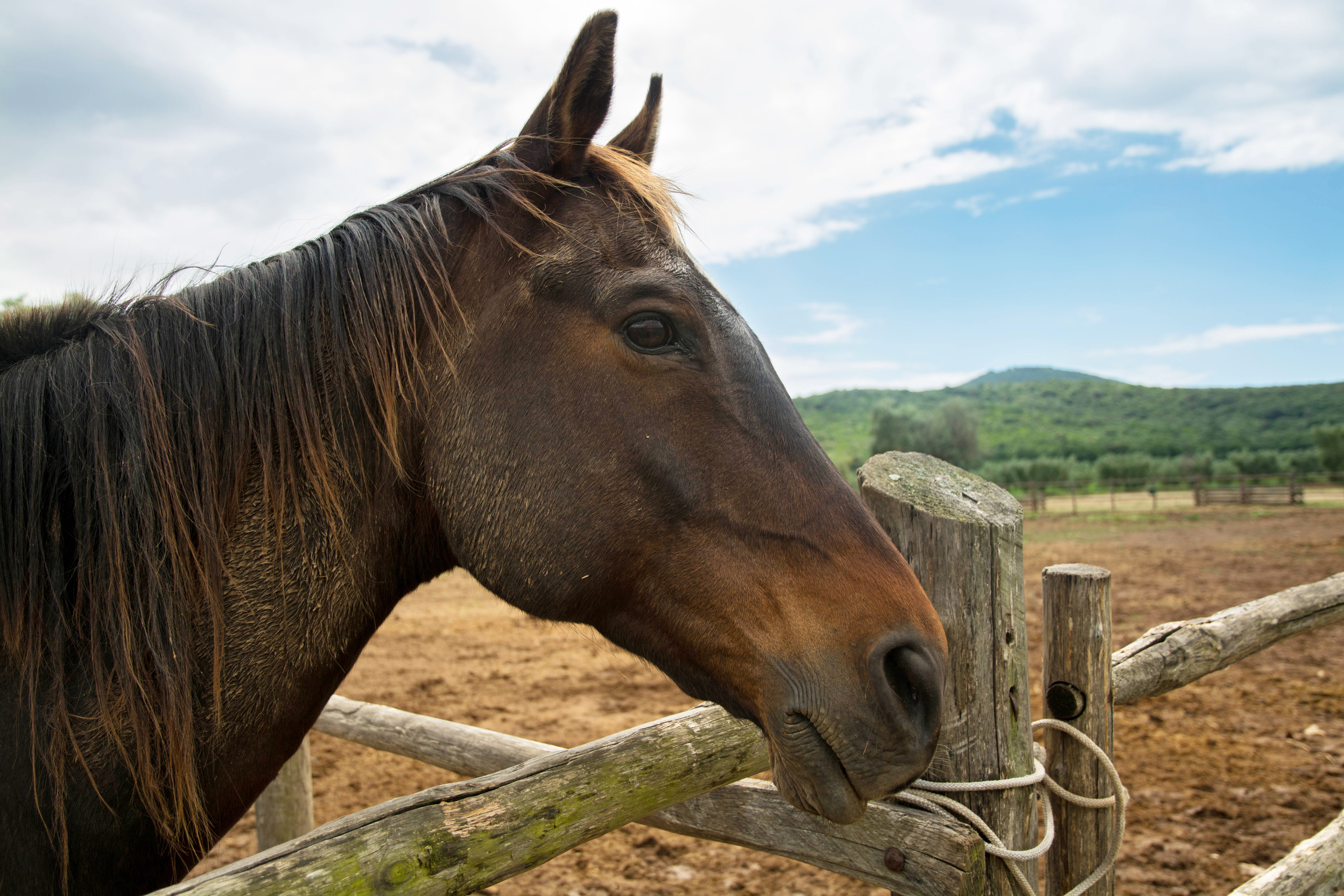
portret van een maremmana
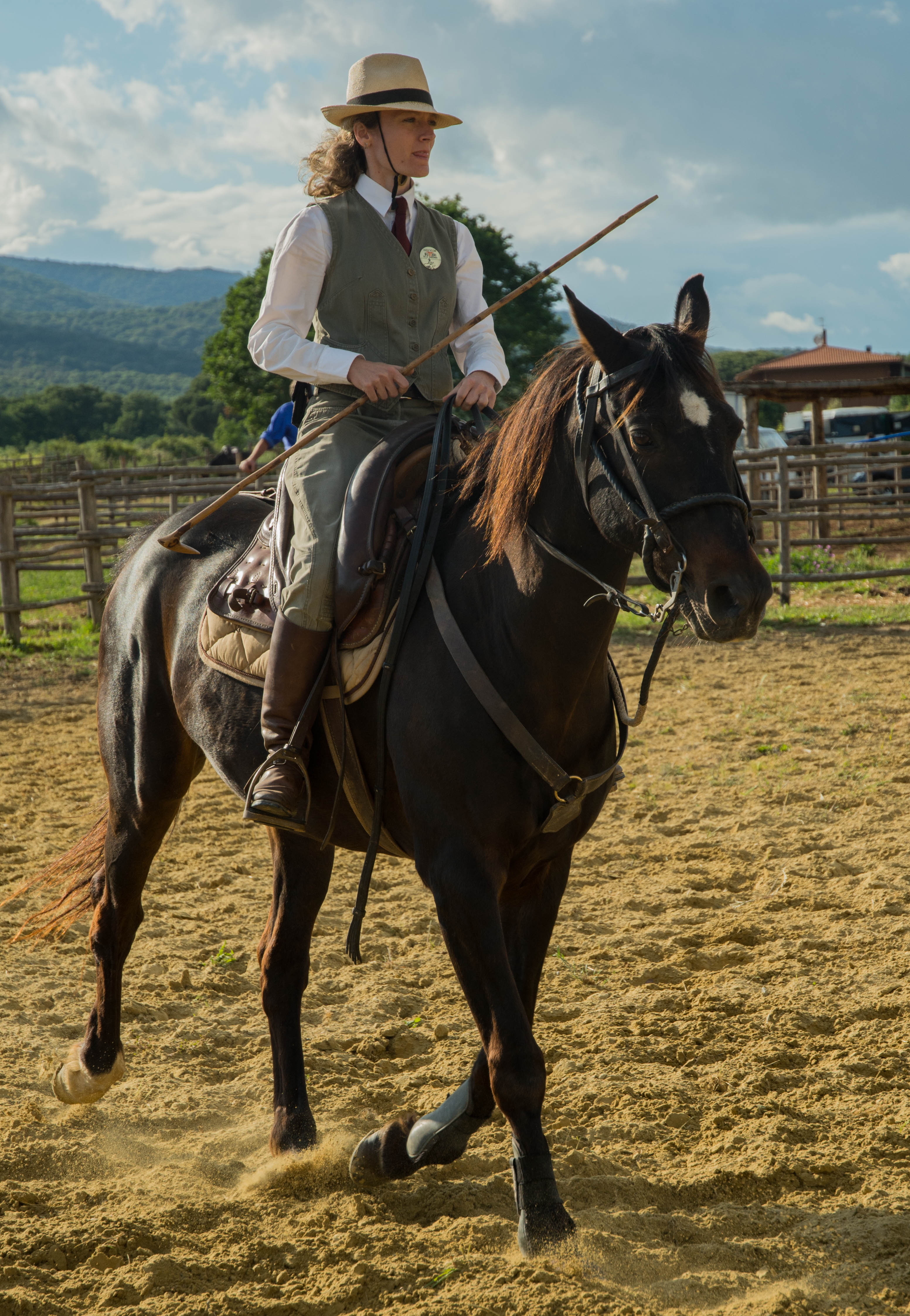
met amazone
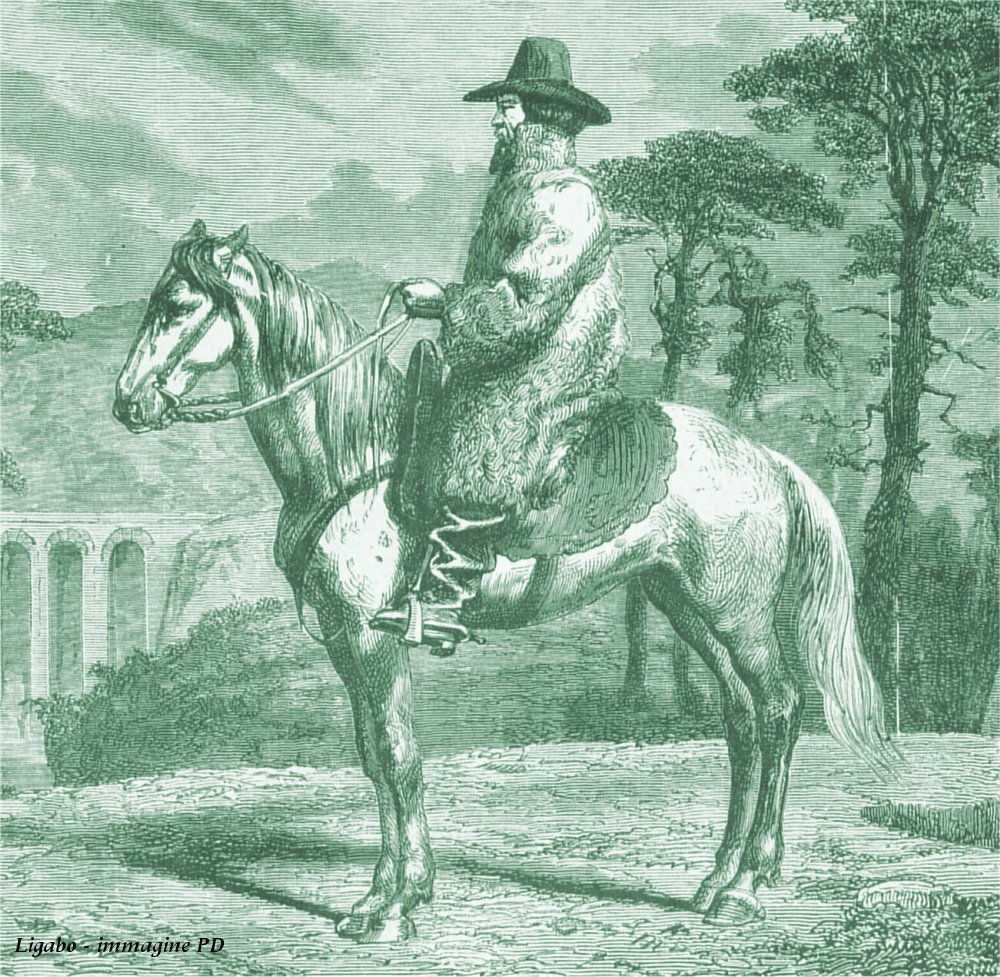
een buttero te paard, 1885
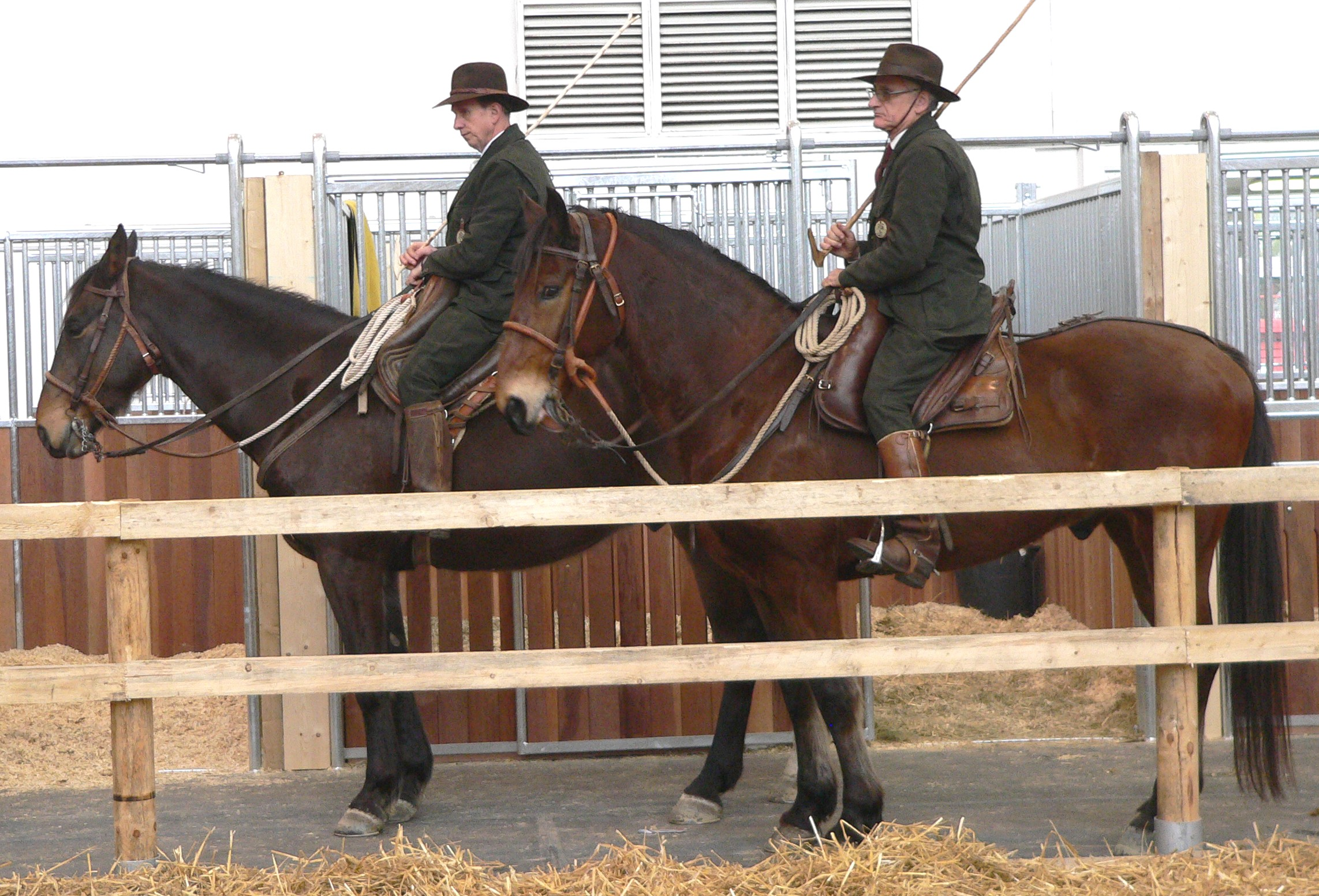
butteri op een paardenshow